# Jihozápadní paleohispánské písmo

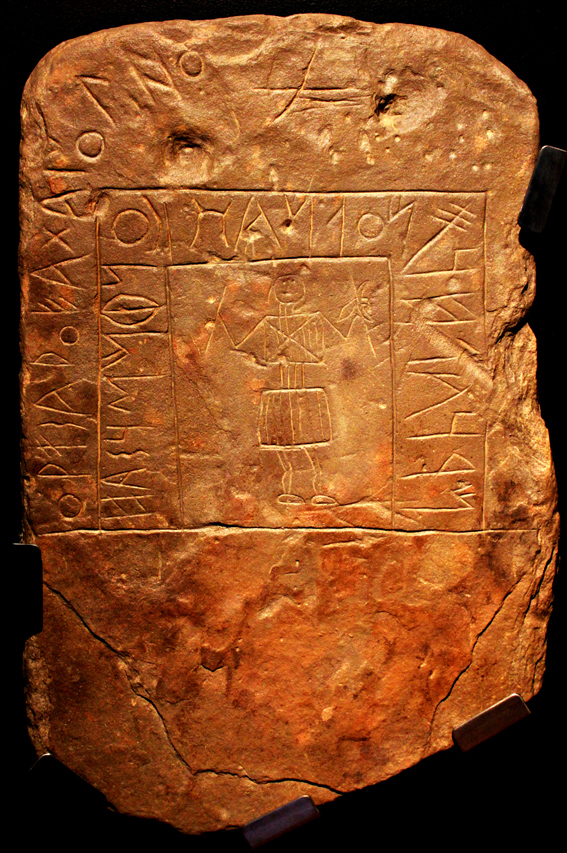
Stéla se znaky jihozápadního paleohispánského písma

Jihozápadní paleohispánské písmo nebo jihozápadní písmo, tartézské písmo či jižní lusitánské písmo je písmo používané k zapisování neznámého jazyka, který je obvykle označován jako tartesština. Nápisy v něm byly nalezeny především na stélách, a to v jihozápadním cípu Pyrenejského poloostrova, většinou na jihu Portugalska (Algarve a jižní Alentejo), ale také ve Španělsku (v jižní Extremaduře a západní Andalusii). Šestnáct těchto stél je k vidění v Muzeu jihozápadního písma (Museu da Escrita do Sudoeste) v portugalském Almodôvaru, kde byla v roce 2008 objevena stéla s celkem 86 znaky (nejdelší dosud nalezený nápis). Písmo patrně vytvořil kmen Kinetů (starými Římany mylně ztotožňovaný s Tartessy, odtud obvyklý název jazyka). Písmo se podobá fénickému, patrně jím bylo ovlivněno, kontakt Féničanů s Kinety je doložen.
Na rozdíl od severovýchodního iberského písma není dešifrování jihozápadního písma ještě uzavřeno. Dva hlavní přístupy k dešifrování byly: komparativní (hledání podobných písmen v jihozápadním písmu a ve fénickém a paleoiberských písmech) a interní (hledání aspektů samotného jazyka, jako je frekvence apod.). Pokud se tyto dva přístupy shodují, pak je text považován za rozluštěný, pokud ne, hovoří se o hypotetickém významu. Za relativně rozluštěnou je považována asi dvacítka nápisů, ale nejistota je velká. Problém je, že jazyk, které písmo zpřítomňuje, je neznámý a hlavně je neznámý i jeho původ. Někteří navrhli keltský původ tohoto jazyka (a tedy i Kinetů), ale tato myšlenka není všeobecně přijímána. Pokud by byla hypotéza správná, šlo by o první keltský jazyk, který byl napsán. Jiná hypotéza tvrdí, že zapsaný jazyk je iberský (či obecněji neindoevropský). Kinetové jsou některými historiky považováni též za Ligury. Potíž je, že i původ Ligurů je dosti nejasný, tuší se, že původní (nekeltizovaná) ligurština asi souvisí s moderní katalánštinou a okcitánštinou, ale ani tato stopa s rozluštěním nápisů v jihozápadním paleohispánském písmo nepomohla. Lingvisté nicméně tuší, které znaky považovat za samohlásky, které za souhlásky. a které za slabikové znaky. Ani to, že se zdá velmi pravděpodobný účel nápisů (většina stél byly zřejmě de facto náhrobky), s rozluštěním zatím nepomohla.